# Paris Plages
Paris Plages (česky: Pařížské pláže) je označení pro umělou pláž, která je pravidelně od roku 2002 zřízena na nábřeží Seiny v Paříži. Jako první byla otevřena pláž na pravém břehu naproti ostrovům Cité a Svatého Ludvíka, od roku 2006 funguje druhá pláž na levém břehu u Francouzské národní knihovny a vedle toho je přímo před pařížskou radnicí hřiště na plážový volejbal. Pláže jsou zřízeny během hlavních letních prázdnin na dobu zhruba 4-5 týdnů na přelomu měsíců července a srpna.

## Historie
Původní označení Paris Plage (Pařížská pláž) neslo přímořské letovisko v departementu Pas-de-Calais, které v roce 1912 obdrželo status města a od té doby nese jméno Le Touquet-Paris-Plage. Místo bylo pojmenováno kvůli své relativní blízkosti Paříže a množství Pařížanů, kteří zde v létě trávili víkendy.
Průkopníkem umělé městské pláže bylo francouzské město Saint-Quentin (Aisne), kde radnice nechala v létě 1996 opatřit náměstí pískem a bazény a od té doby se tato akce každoročně opakovala. V roce 2002 tuto myšlenku prosadil pařížský starosta Bertrand Delanoë také ve svém městě a po něm se tato atrakce rozšířila i do dalších evropských měst jako Berlín, Brusel, Budapešť nebo Praha. Cílem města bylo nabídnout jeho obyvatelům v letním vedru zpestření, které lze jinak najít pouze na přírodní pláži. Proto vznikla umělá pláž přímo v centru města na uzavřené nábřežní silnici.
V roce 2003 navštívilo pláž téměř 3 milióny návštěvníků. Během tropických veder počátkem srpna byly instalovány vodní rozprašovače a sprchy. V roce 2004 přibyly novinky jako 28 metrů dlouhý bazén na lodi na Seině poblíž stanice metra Sully – Morland a knihovna zřízená u stanice metra Pont Marie. Na linkách veřejné dopravy RATP byly poprvé vyznačeny stanice nejbližší pařížské pláži. Rovněž byl na základě stížností z minulých let zpřísněn dohled nad návštěvníky - opalování bez plavek nebo bez podprsenky může být pokutováno až 38 eury.
V roce 2005 byly každé ráno nabízeny kurzy veslování, počet návštěvníků se odhaduje na 3,8 miliónu.
Protože Paříž prohrála soudní spor s městem Le Touquet-Paris-Plage ohledně užívání obchodní značky Paris Plage, změnilo se označení na Paris Plages (plurál). Od roku 2006 existují dvě pláže na nábřeží Seiny, takže množné číslo je opodstatněné. Druhá pláž byla zřízena na levém břehu u Francouzské národní knihovny. Byla zde zřízena velká dřevěná plošina s několika lehátky, plážovým barem a přístupem ke koupališti, zřízeném na Seině. Mezi oběma plážemi jezdil trajekt.

## Umístění
Hlavní pláž se nachází na náplavce, po které vede rychlostní silnice Voie George Pompidou, která je obvykle chodcům nepřístupná, ale přes léto je zde automobilová doprava zrušena a na 3,5 km dlouhém úseku vznikne pěší zóna s pláží. Leží na pravém břehu na úrovni Île de la Cité und Île Saint-Louis mezi mosty Pont au Change a Pont de Sully. Pouze plavání v samotné Seině není možné, především kvůli vysoké zdi nábřeží a kvůli dopravnímu ruchu.
Na náměstí před pařížskou radnicí jsou vytvořena písečná hřiště pro plážový volejbal.
Od roku 2006 existuje druhá pláž na levém břehu Seiny v úrovni Francouzské národní knihovny.

## Financování
Organizování Paris Plages je spojeno s významnými náklady z rozpočtu města. Je třeba navézt přes 2000 tun písku a palmy, instalovat sprchy a sportovní atrakce, jako horolezecké stěny pro děti apod. Část nákladů je hrazena sponzory, kteří těží z popularity události. V roce 2004 činil celkový rozpočet přibližně 2 milióny euro, z toho 1,4 miliónu zaplatili sponzoři a provozovatelé kaváren, restaurací a stánků. Vstup na pláže je pro návštěvníky volný.